# شهرداری ادریجا
شهرداری ادریجا (به لاتین: Municipality of Idrija) یک منطقهٔ مسکونی در اسلوونی است که در اسلوونی واقع شده‌است. شهرداری ادریجا ۲۹۳٫۷ کیلومتر مربع مساحت و ۱۱٬۹۹۰ نفر جمعیت دارد.